# Зубцово (Сергиево-Посадский район)
Зубцово — деревня в Сергиево-Посадском районе Московской области России, входит в состав сельского поселения Лозовское.

## Население
| 1859 | 1890 | 1899 | 1926 | 2002 | 2006 | 2010 |
| ---- | ---- | ---- | ---- | ---- | ---- | ---- |
| 144  | ↗187 | →187 | ↗204 | ↗565 | ↘562 | ↘560 |

## География
Деревня Зубцово расположена на севере Московской области, в южной части Сергиево-Посадского района, примерно в 44 км к северу от Московской кольцевой автодороги и 11,5 км к югу от железнодорожной станции Сергиев Посад, по левому берегу реки Торгоши бассейна Клязьмы.
В 3 км северо-западнее деревни проходит Ярославское шоссе М8, в 15 км к югу — Московское малое кольцо А107, в 16 км к северо-востоку — Московское большое кольцо А108, в 16 км к юго-востоку — Фряновское шоссе Р110.
К деревне приписано садоводческое товарищество (СНТ). Ближайшие населённые пункты — деревни Ерёмино, Киримово и Шелково.

## История
В «Списке населённых мест» 1862 года — казённая деревня 1-го стана Дмитровского уезда Московской губернии на Архангело-Богородском тракте, в 45 верстах от уездного города и 12 верстах от становой квартиры, при реке Торгоме и пруде, с 21 двором и 144 жителями (67 мужчин, 77 женщин).
По данным на 1890 год — деревня Морозовской волости Дмитровского уезда со 187 жителями.
В 1913 году — 32 двора.
По материалам Всесоюзной переписи населения 1926 года — деревня Куроедовского сельсовета Сергиевской волости Сергиевского уезда Московской губернии в 4,8 км от Ярославского шоссе и 14,9 км от станции Сергиево Северной железной дороги; проживало 204 человека (116 мужчин, 88 женщин), насчитывалось 44 хозяйства (43 крестьянских).
1927—1929 гг. — центр Зубцовского сельсовета Сергиевской волости.
С 1929 года — населённый пункт Московской области в составе:
- Зубцовского осельсовета Сергиевского района (1929—1930)[15],
- Зубцовского сельсовета Загорского района (1930—1939)[16],
- Воздвиженского сельсовета Загорского района (1939—1963, 1965—1991)[16][17][18],
- Воздвиженского сельсовета Мытищинского укрупнённого сельского района (1963—1965)[17],
- Воздвиженского сельсовета Сергиево-Посадского района (1991—1994)[18],
- Воздвиженского сельского округа Сергиево-Посадского района (1994—2006)[19],
- сельского поселения Лозовское Сергиево-Посадского района (2006 — н. в.)[20][21].

## Интересные факты
- В деревне проходили съёмки фильма «Сирота казанская». [источник не указан 742 дня]